# ラヴォデュー
ラヴォデュー （Lavaudieu）は、フランス、オーヴェルニュ＝ローヌ＝アルプ地域圏、オート＝ロワール県のコミューン。

## 地理
アリエ川の支流スヌイル川がコミューンを流れる。

## 歴史
1057年、ロベール・ド・テュルランドによってラヴォデューにサンタンドレ修道院が建設された。この修道院はオーヴェルニュで唯一ロマネスク様式の回廊を維持している。美しいビザンツ様式のフレスコ画（食堂）を含む、ロマネスク様式のフレスコ画を所有する。有名な、木製で多彩色のキリスト頭像（ロマネスク様式）の複製がある（頭像の本物はルーヴル美術館に、胴体はニューヨークのメトロポリタン美術館で展示されている）。修道院はフランス革命まではベネディクト会派に属した。

## 人口統計
| 1962年 | 1968年 | 1975年 | 1982年 | 1990年 | 1999年 | 2006年 | 2012年 |
| ------ | ------ | ------ | ------ | ------ | ------ | ------ | ------ |
| 258    | 242    | 229    | 237    | 238    | 225    | 227    | 228    |

source=1999年までLdh/EHESS/Cassini、2004年以降INSEE

## ギャラリー

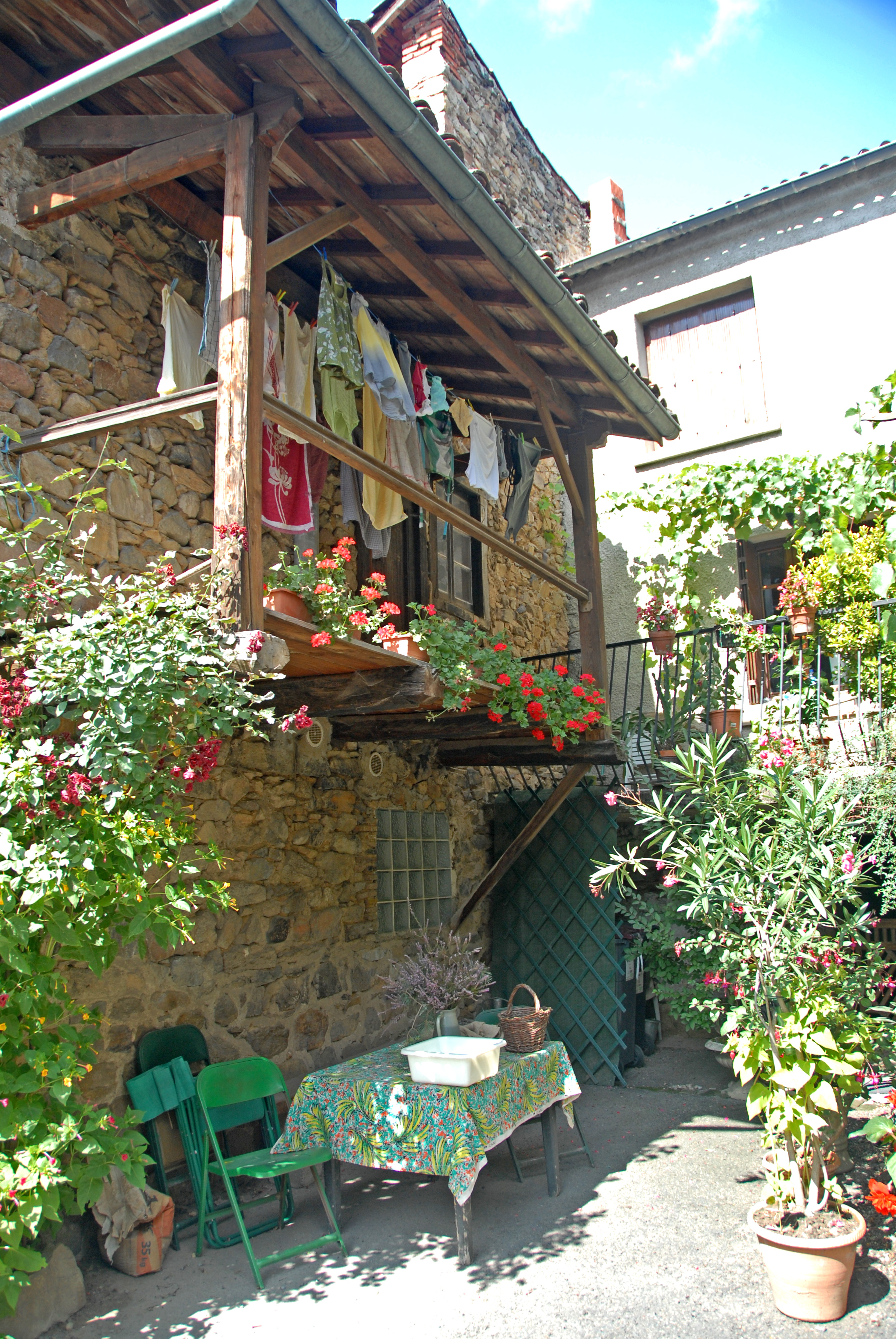
バルコニーのある民家
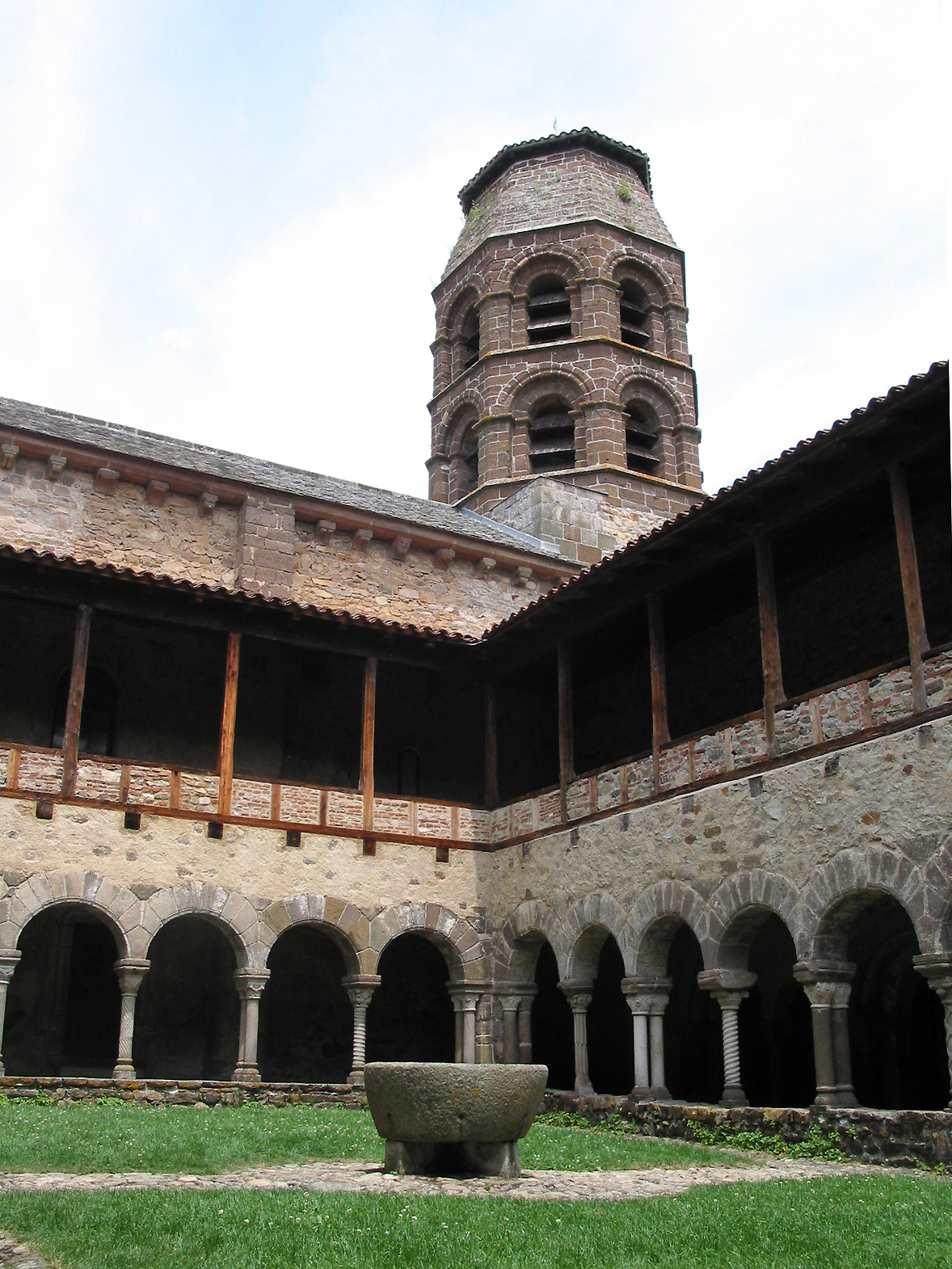
修道院の回廊
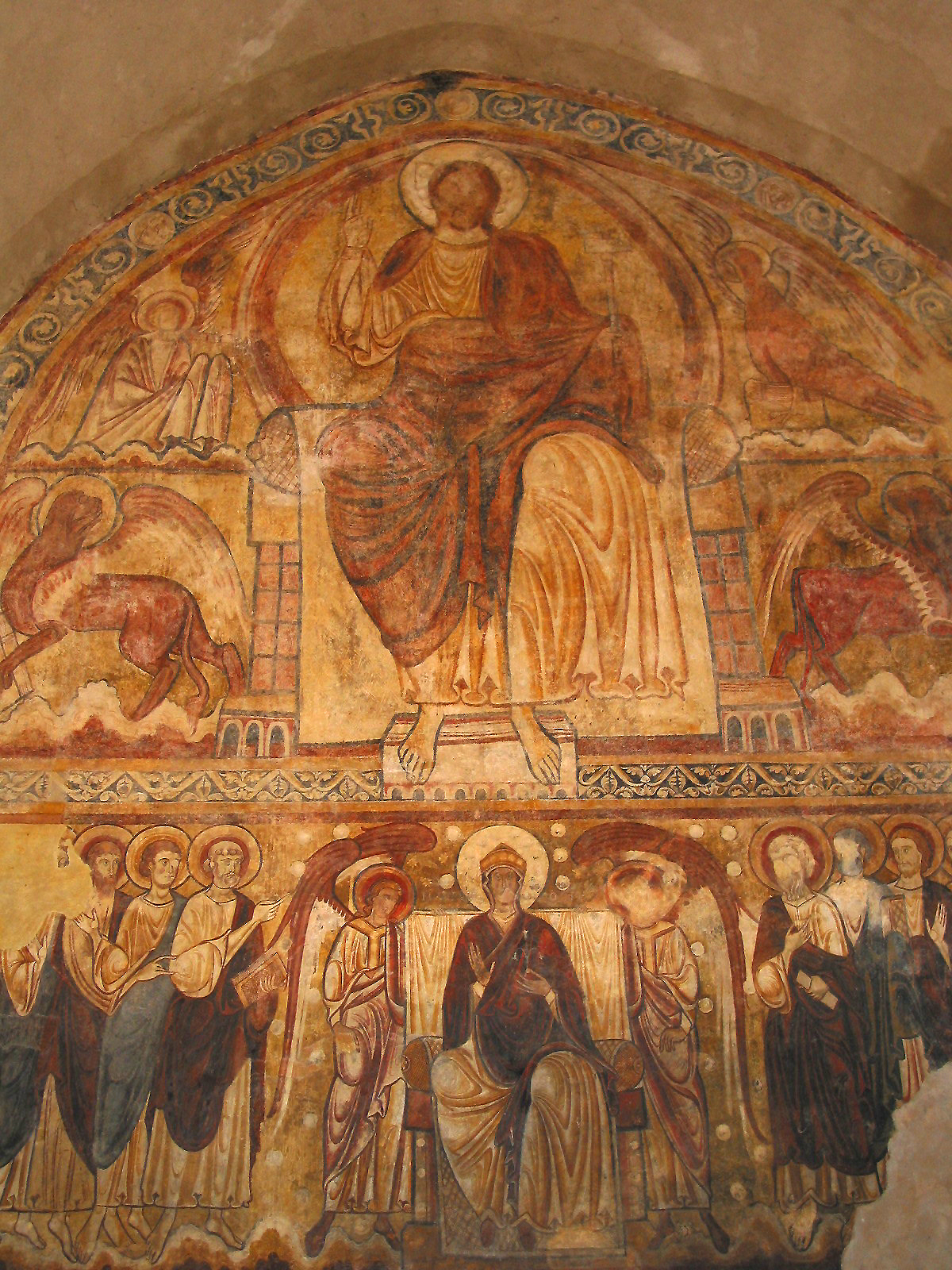
食堂のフレスコ画
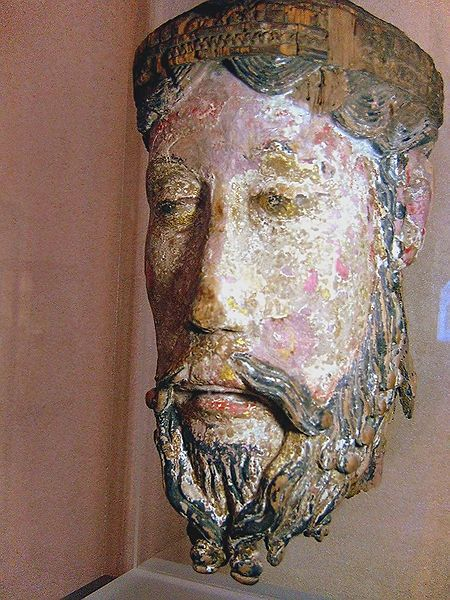
キリスト頭像